# Jan I van Lüben
Jan I van Lüben (circa 1425 - 21 november 1453) was van 1441 tot 1446 hertog van Lüben, van 1441 tot 1453 hertog van Haynau en van 1443 tot 1450 hertog van Brieg. Hij behoorde tot het huis Piasten.

## Levensloop
Jan I was de oudste zoon van hertog Lodewijk III van Ohlau en Margaretha van Opole, dochter van hertog Bolko IV van Opole. 
Na de dood van zijn vader in 1441 erfden Jan I en zijn broer Hendrik X de hertogdommen Lüben en Haynau, terwijl hun moeder Margaretha als weduwe het hertogdom Ohlau erfde. Door de moeilijke financiële situatie in hun gebieden, moesten Jan I en Hendrik X in 1446 het hertogdom Lüben echter verkopen aan hertog Hendrik IX van Glogau. 
Zijn vader Lodewijk III maakte als neef van de in 1436 zonder mannelijke nakomelingen overleden hertog Lodewijk II van Brieg-Liegnitz ook aanspraken op de hertogdommen Brieg en Liegnitz, die na de dood van hun vader in 1441 door Jan I en Hendrik X werden overgeërfd. De weduwe van Lodewijk II, Elisabeth van Hohenzollern, was haar man echter opgevolgd als hertog van Brieg en Liegnitz, maar zij stond in 1443 het hertogdom Brieg aan Jan I en Hendrik X af. Daarnaast kon Jan aanspraak maken op het hertogdom Liegnitz, omdat hij gehuwd was met Hedwig, de dochter van Lodewijk II en Elisabeth. 
De dood van Elisabeth in 1449 bracht echter de toekomst van het hertogdom Liegnitz in gevaar. Jan zou nooit over Liegnitz heersen omdat de lokale adel van het hertogdom na Elisabeths dood in opstand kwam tegen de Piastenregering. De adel riep de hulp in van keizer Frederik III, die het hertogdom Liegnitz onder de volledige soevereiniteit van het koninkrijk Bohemen plaatste. Een jaar later, in 1450, verplichtte de nog steeds moeilijke financiële situatie in hun regeringsgebied Jan en zijn broer Hendrik X om het hertogdom Brieg te verkopen aan hertog Nicolaas I van Opole, hun oom langs moederskant. 
In 1452 stierf Hendrik X zonder mannelijke nakomelingen, waarna Jan als enige heerser van het hertogdom Haynau overbleef. Anderhalf jaar later overleed hij. 

## Huwelijk en nakomelingen
In februari 1445 huwde Jan met Hedwig (1433-1471), dochter van hertog Lodewijk II van Brieg-Liegnitz. Ze kregen een zoon:
- Frederik I (1446-1488), hertog van Haynau en hertog van Liegnitz.